# 巴瑟斯多夫
巴瑟斯多夫（德語：Bassersdorf）是瑞士联邦苏黎世州比拉赫区的市镇。该市镇面积为9.02平方千米，海拔高度460米，2018年12月31日人口为11,685人。